# Jacques Pinoteau
Jacques Pinoteau (Clairefontaine-en-Yvelines, 20 de setembre de 1923 – 6 d'abril de 2017) o Jack Pinoteau va ser un director de cinema francès. Germà de Claude Pinoteau i Arlette Merry, és més conegut per haver dirigit Le Triporteur, segons la novel·la de René Fallet que va fer famós Darry Cowl.
Pinoteau va morir el 6 d'abril de 2017, als 93 anys.

## Filmografia

### Cinema

#### Director
- 1952: Ils étaient cinq amb Jean Carmet, Jean Gaven
- 1954: Le Grand Pavois amb Jean Chevrier, Nicole Courcel
- 1956: L'Ami de la famille amb Darry Cowl
- 1957: Le Triporteur amb Darry Cowl
- 1958: Chéri, fais-moi peur amb Darry Cowl
- 1960: Robinson et le triporteur amb Darry Cowl
- 1963: Les Veinards
- 1964: Les Durs à cuire amb Jean Poiret, Michel Serrault i Roger Pierre
- 1965: Moi et les hommes de quarante ans amb Dany Saval, Paul Meurisse i Michel Serrault

#### Director assistent
- 1948: Rapide de nuit de Marcel Blistène
- 1949: Cinq tulipes rouges de Jean Stelli
- 1949 : On n'aime qu'une fois de Jean Stelli
- 1949 : Dernier Amour de Jean Stelli
- 1950: Minne, l'ingénue libertine de Jacqueline Audry
- 1950 : Les Maîtres nageurs d'Henri Lepage
- 1950 : Quai de Grenelle d'Emil-Edwin Reinert
- 1950 : L'Aiguille rouge d'Emil-Edwin Reinert
- 1952: Plume au vent de Louis Cuny
- 1960: Le Testament d'Orphée de Jean Cocteau

#### Coguionista
- 1991: La Neige et le Feu de Claude Pinoteau

#### Actor
- 1943: Le Carrefour des enfants perdus de Léo Joannon

### Televisió
- 1966: Les Globe-trotters, sèrie amb Yves Rénier
- 1967: S.O.S. Fernand, un episodi de la sèrie amb Fernandel